# 戰爭畫師
戰爭畫師是西班牙作家阿圖洛·貝雷茲-雷維特於2006年出版的小說，曾當選為歐洲十大年度暢銷書。

## 內容簡介
法格斯曾經是一位戰地記者，他花了數十年的時間在中東一帶拍攝新聞，這亦為他帶多項新聞工作者的獎項。後來他的女朋友在採訪期間身亡，法格斯便放棄了繼續當戰地記者，轉而重投他兒時的理想，當一個畫師。他潛心在一個小島上作畫，但一個突如其來的訪客打破了他的生活。這個訪客曾經是法格斯鏡頭下的對象，亦因為如此，這位訪客被敵軍認出，從此過了數年不見天日的俘虜生涯，故此這位訪客揚言要殺了法格斯。